# Erie megye (New York)
Erie megye az Amerikai Egyesült Államokban, azon belül New York államban található. Megyeszékhelye és legnagyobb városa Buffalo. Lakosainak száma 954 236 fő (2020. április 1.). Erie megye Niagara, Wyoming, Genesee, Cattaraugus, Chautauqua és Regional Municipality of Niagara megyékkel határos.

## Népesség
A megye népességének változása:
| Lakosok száma | 918 817 | 919 209 | 918 922 | 919 866 | 922 578 | 954 236 |
|               | 2010    | 2011    | 2012    | 2013    | 2015    | 2020    |